# Jann Carl
Jann Carl est une actrice américaine née le 19 mai 1960 à Carthage, Missouri (États-Unis).

## Filmographie
- 1989 : Big Man on Campus : T.V. Announcer
- 1991 : Captain America : Newscaster
- 1991 : Son of Darkness: To Die for II : Field Reporter
- 1996 : Pâques sanglantes (Seduced by Madness: The Diane Borchardt Story) (TV) : Reporter #2
- 1999 : Entertainment Tonight Presents: Charlie's Angels - Uncovered (TV) : Host
- 1999 : Entertainment Tonight Presents: Happy Days - Secrets (TV) : Host
- 2001 : Josie and the Pussycats : Jann T. Carl